# 威徹斯特 (佛羅里達州)
威徹斯特（英語：Westchester）是位於美國佛羅里達州邁阿密-戴德縣的一個人口普查指定地區。

## 地理
威徹斯特的座標為25°44′49″N 80°20′13″W / 25.74694°N 80.33694°W，而該地最高點為海拔高度1米（即3英尺）。

## 人口
2010年美國人口普查的數據显示，威徹斯特的面積為10.40平方千米，均为陆地面积。當地共有人口30271人，而人口密度為每平方千米2,910人。